# William Crosfield
William Crosfield (1838 - 17 de maio de 1909) foi um político do Partido Liberal que serviu como Membro do Parlamento por Lincoln, Lincolnshire, no 25º Parlamento entre 1892 e 1895.
Um congregacionalista, William Crosfield foi chefe da firma de açúcar Messrs. George Crosfield and Company. Ele era membro do Mersey Docks and Harbor Board, e interessou-se por organizações cívicas e filantrópicas em Liverpool. Ele morreu repentinamente de apoplexia na Prefeitura de Liverpool no dia 17 de maio de 1909.